# Công nghệ Castner-Kellner
Công nghệ Castner-Kellner là phương pháp điện phân dựa trên dung dịch chloride kiềm (thường là natri chloride) để tạo ra hydroxide kiềm. Nó được nhà hóa học công nghiệp người Mỹ là Hamilton Castner và nhà hóa học người Áo là Karl Kellner phát minh vào thập niên 1890.

## Lịch sử
Bằng sáng chế đầu tiên cho nước muối điện phân được cấp tại Anh vào năm 1851 cho Charles Watt. Công nghệ của ông không phải phương thức khả thi về mặt kinh tế để sản xuất natri hydroxide do nó không thể ngăn clo hình thành trong dung dịch muối phản ứng với các thành phần khác có trong dung dịch. Hamilton Castner đã giải quyết được vấn đề pha trộn này bằng việc phát minh ra buồng ngăn thủy ngân và được cấp bằng sáng chế tại Mỹ năm 1892 (). Nhà hóa học người Áo Karl Kellner cũng đạt được kết quả tương tự vào cùng khoảng thời gian này. Để tránh các tranh chấp pháp lý họ đã cùng nhau lập ra Castner-Kellner Alkali Company năm 1895 để xây dựng các nhà máy sử dụng công nghệ này ở khắp châu Âu. Công nghệ buồng ngăn thủy ngân vẫn tiếp tục được sử dụng tới ngày nay. Các hoạt động của các nhà máy sử dụng công nghệ buồng ngăn thủy ngân hiện nay bị chỉ trích nặng nề vì giải phóng thủy ngân ra môi trường, trong một số trường hợp dẫn tới ngộ độc thủy ngân như đã xảy ra trong bệnh Ontario Minamata. Do các e ngại này, các nhà máy buồng ngăn thủy ngân đang dần bị loại bỏ, và nhiều biện pháp công nghệ đã được thực hiện để giảm thiểu phát tán thủy ngân từ các nhà máy còn đang hoạt động.

## Mô tả chi tiết

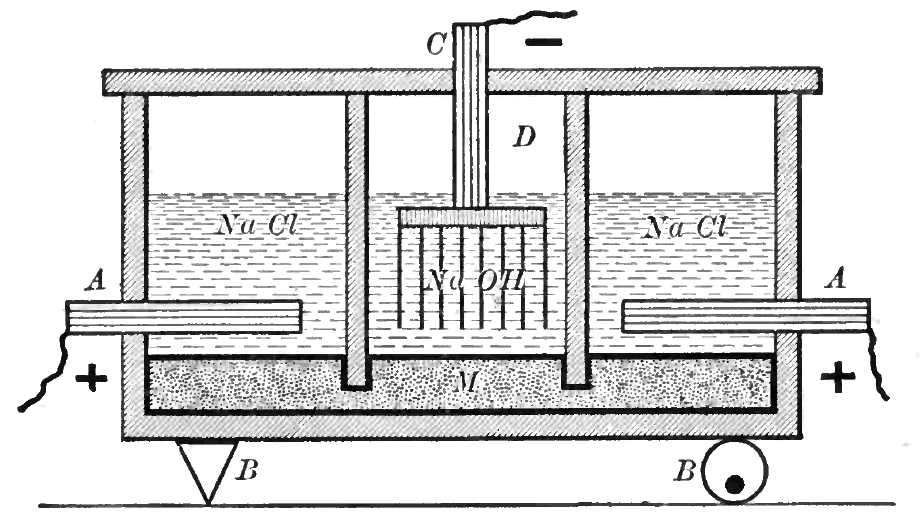
Mô hình trang thiết bị của công nghệ Castner–Kellner

Trang thiết bị của công nghệ này bao gồm 2 kiểu buồng ngăn được chia tách bằng tường ngăn bằng đá bảng. Kiểu thứ nhất, chỉ ra ở bên trái và bên phải mô hình, sử dụng điện giải là dung dịch natri chloride, anode graphit (A) và cathode thủy ngân (M). Kiểu thứ hai ở giữa của mô hình, sử dụng điện giải là dung dịch natri hydroxide, anode thủy ngân (M) và cathode sắt (D). Các điện cực thủy ngân chia sẻ chung giữa 3 buồng này. Điều này đạt được nhờ có tường ngăn chia tách các buồng được nhúng thấp hơn các chất điện giải nhưng vẫn cho phép thủy ngân lưu chuyển phía dưới chúng.
Phản ứng tại anode (A) là:
Cl− →1/2 Cl2 + e−
Khí clo tạo ra được cho thoát ra ngoài ở đỉnh của buồng, nơi nó được thu hồi như là phụ phẩm của công nghệ. Phản ứng tại cathode thủy ngân (M) của 2 buồng ngoài là:
Na+ + e− → Na (hỗn hống)
Natri kim loại hình thành trong phản ứng này hòa tan trong thủy ngân để tạo ra một hỗn hống. Thủy ngân dẫn dòng điện từ các buồng ngoài vào buồng giữa. Ngoài ra một cơ cấu đu đưa (B trong hình được vẽ như là điểm tựa ở bên trái và quay lệch tâm ở bên phải) làm lay động thủy ngân để vận chuyển natri hòa tan trong hỗn hống từ các buồng ngoài vào buồng trong ở giữa.
Phản ứng ở anode (M) tại buồng trung tâm diễn ra tại mặt phân giới giữa thủy ngân và dung dịch natri hydroxide.
2Na (hỗn hống) → 2Na+ + 2e−
Cuối cùng, tại cathode sắt (D) của buồng trong thì phản ứng là:
2H2O + 2e− → 2OH− + H2
Hiệu ứng tổng cộng là nồng độ natri chloride giảm ở các buồng ngoài còn nồng độ natri hydroxide ở buồng trong tăng lên. Khi quy trình bắt đầu vận hành thì một lượng dung dịch natri hydroxide được rút ra khỏi buồng trong như là thành phẩm và được thay thế bằng nước. Natri chloride được thêm vào 2 buồng ngoài để bổ sung cho những gì đã bị điện phân.